# Vaskjala
Vaskjala – wieś w Estonii, w prowincji Harju, w gminie Rae. Populacja w 2021 roku wynosiła 743 osoby.
Vaskjala leży nad Piritą. We wsi rozpoczyna się kanał Vaskjala-Ülemiste, znajduje się przepompownia oraz stopień wodny, spiętrzający wody rzeki.
| Rok                | 1959 | 1970 | 1979 | 1989 | 1996 | 2003 | 2008 | 2009 | 2010 | 2021 |
| ------------------ | ---- | ---- | ---- | ---- | ---- | ---- | ---- | ---- | ---- | ---- |
| Liczba mieszkańców | 226  | 304  | 316  | 254  | 274  | 297  | 492  | 549  | 591  | 743  |